# Encore (Zeitschrift)
Das Encore Magazine (Magazine for Art, Design & Film) war ein digitales, mittels Macromedia Flash erstelltes Magazin, das sich in der Aufmachung eines Print-Magazins präsentierte und diese mit multimedialen Elementen (Sound, Video, Animation) aufwertete. Das Magazin wurde ausschließlich in MagWerk veröffentlicht, einem Portal für Online-Magazine.
Das Magazin war ein Informationsmedium für Werbe- und Medienagenturen und Redaktionen sowie angeschlossene Berufsgruppen wie Drucker, Webdesigner und Redakteure. Von der digitalen Erstausgabe am 1. September 2004 bis zur Einstellung 2008 wurde das Magazin monatlich auf Deutsch und Englisch im Internet publiziert und stand kostenlos zur Verfügung.
Die Themenbereiche umfassten die Vorstellung von Fotografen und Illustratoren, das Designrecht, die Vorstellung von Diplomarbeiten und studentischen Projekten, Berichte über Kunst- und Design sowie Informationen über aktuelle Filme.
Encore wurde 2005 mit einem silbernen Lead Award als „Entertainment- und Lifestyle-Onlinemagazin des Jahres“ und 2006 mit einem silbernen Lead Award in der Kategorie „WebDesign des Jahres“ ausgezeichnet. Zudem wurde das Magazin 2005 für den Grimme Online Award nominiert.
Encore wurde von sechs Personen sowie diversen freien Mitarbeitern erstellt.